# Riccardo Bonadio
Riccardo Bonadio (ur. 13 lipca 1993 w San Vito al Tagliamento) – włoski tenisista.

## Kariera tenisowa
W karierze zwyciężył w jednym deblowym turnieju cyklu ATP Challenger Tour. Ponadto wygrał dziesięć singlowych oraz trzynaście deblowych turniejów rangi ITF.
W rankingu gry pojedynczej najwyżej był na 174. miejscu (12 września 2022), a w klasyfikacji gry podwójnej na 278. pozycji (21 marca 2022).

### Zwycięstwa w turniejach ATP Challenger Tour

#### Gra podwójna
| Końcowy wynik | Nr | Data           | Turniej | Nawierzchnia | Partner        | Przeciwnicy                  | Wynik finału    |
| ------------- | -- | -------------- | ------- | ------------ | -------------- | ---------------------------- | --------------- |
| Zwycięzca     | 1. | 5 grudnia 2021 | Antalya | Ceglana      | Giovanni Fonio | Hsu Yu-hsiou Tseng Chun-hsin | 3:6, 6:2, 12–10 |